# Francisco António Ciera
Francisco António Ciera (Lisboa, 15 de junho de 1763 — Lisboa, 6 de abril de 1814) foi um matemático e cartógrafo português, professor de matemática no Colégio dos Nobres e responsável pela cadeira de Astronomia na Universidade de Coimbra. Foi responsável pelos estudos preparatórios para a elaboração da primeira Carta Geral do Reino e pela introdução da telegrafia visual terrestre em Portugal.

## Biografia
Era filho de Miguel Antônio Ciera, um engenheiro piemontês que trabalhou na delimitação de fronteiras na América do Sul ao serviço do governo português. Doutor em Matemática, foi lente de Astronomia da antiga Academia Real de Marinha e sócio da Real Academia de Ciências. Foi o último cosmógrafo-mor do Reino de Portugal.
Durante os anos de 1778 a 1786 fez várias observações astronómicas na casa da Régia Oficina Tipográfica, observações que foram publicadas nas Memórias da Real Academia de Ciências de Lisboa. Como astrónomo, escreveu várias memórias, que foram publicadas nos Anais da Academia das Ciências de Lisboa, de que foi membro.
Concebeu e instalou sistemas de comunicação por telegrafia visual (telégrafo ótico). 
Ciera foi membro fundador da Sociedade Real Marítima, Militar e Geográfica para o Desenho, Gravura e Impressão das Cartas Hidrográficas, Geográficas e Militares, criada a 30 de Junho de 1798, na qual, em 1803, viria a ser premiado pelos seus trabalhos.

## A triangulação de Portugal
Em 1788 foi encarregue de formar a "Triangulação Geral do Reino", encarregando-se destes trabalhos até 1803. Eram estudos completamente novos em Portugal, que visavam a medição do grau de meridiano, na sequência dos importantes trabalhos que haviam começado em França para o estudo da forma da Terra. Em 1790 saiu de Lisboa, com os seus ajudantes, o matemático Carlos Frederico Bernardo de Caula e o engenheiro militar de origem catalã Pedro Folque (pai de Filipe Folque) para com eles fazer o reconhecimento geral do território português, efetuando-se as primeiras observações no dia 18 de outubro na Nossa Senhora do Castelo, Aljustrel, continuando depois em várias províncias a escolha de pontos que deviam de servir de vértices aos triângulos. Conseguiu constituir uma carta de triangulações de Portugal, que, mais tarde, em 1837, foi mandada litografar por Manuel Passos.
Durante esses primeiros anos fez uma nova escolha de pontos e tratou da medição das bases, empregando nesta parte dos trabalhos os anos de 1794 e 1795 continuando depois até 1803; publicou nesse ano a Carta dos principais triângulos das operações geodésicas em Portugal, em cujas margens lançou reflexões que mostram os seus vastos conhecimentos em matéria de geodesia.